# Bullets FC
Big Bullets Football Club een Malawische voetbalclub uit de stad Blantyre. De club werd opgericht in 1986. De club domineert sinds zijn oprichting de nationale competitie.

## Palmares
- TNM Super League

Winnaar (16) : 1986, 1991, 1992, 1993, 1999, 2000, 2001, 2002, 2003, 2004, 2005, 2014, 2015, 2018, 2019, 2020/21, 2022, 2023

### CAFcompetities
- CAF Champions League: 2 deelnames

2000 - Voorrondes
2004 - Groepsfase

## Bekende (ex-)spelers
- John Banda
- James Chilapondwa
- James Chimera
- Emmanuel Chipatala
- Navigator Dzinkambani
- Fisher Kondowe
- Patrick Mabedi
- Peter Mponda
- Maupo Msowoya
- Russel Mwafulirwa
- Muzipasi Mwangobe
- Wisdom Ndlovu
- Robert Ng'ambi
- Swadic Sanudi
- McDonald Yobe
- Jimmy Zakazaka